# Bleggio Superiore
Bleggio Superiore (im Trentiner Dialekt: Bleʧ de sora, deutsch veraltet: Oberpless bzw. Oberpletsch) ist eine italienische Gemeinde (comune) mit 1505 Einwohnern (Stand 31. Dezember 2023) in der Provinz Trient, Region Trentino-Südtirol. Sie gehört der Talgemeinschaft Comunità delle Giudicarie an.

## Geographie
Die Streugemeinde liegt etwa 22,5 Kilometer südwestlich von Trient in den Äußeren Judikarien. Der Verwaltungssitz befindet sich in der Fraktion Santa Croce. Nachbargemeinden sind Borgo Lares, Comano Terme, Fiavè, Ledro und Tione di Trento.
Die Fraktion Rango ist Mitglied der Vereinigung I borghi più belli d’Italia (Die schönsten Orte Italiens). 

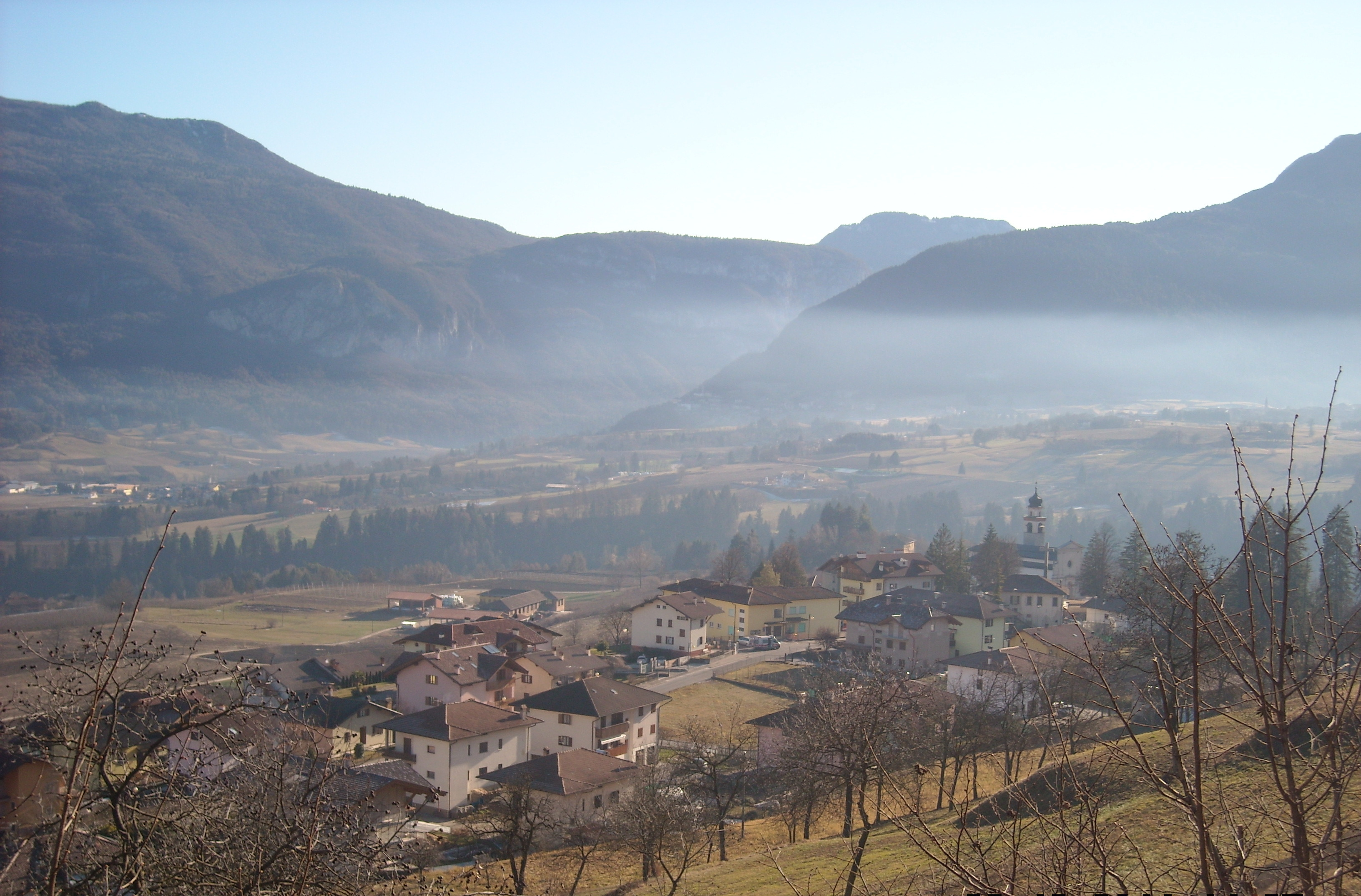
Ortsteil Santa Croce
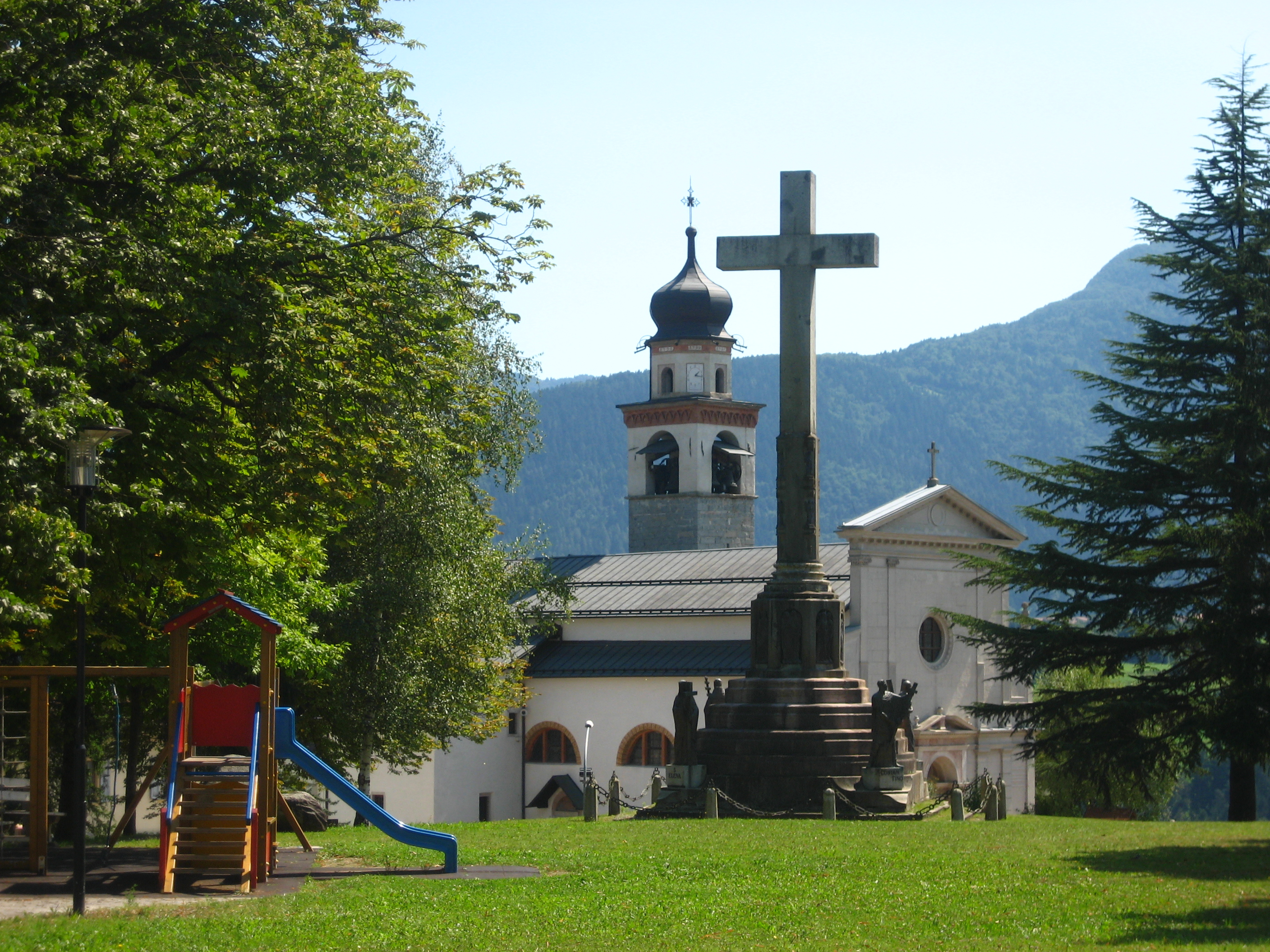
Pfarrkirche Santi Dionisio, Rustico ed Eleuterio Martiri in Santa Croce
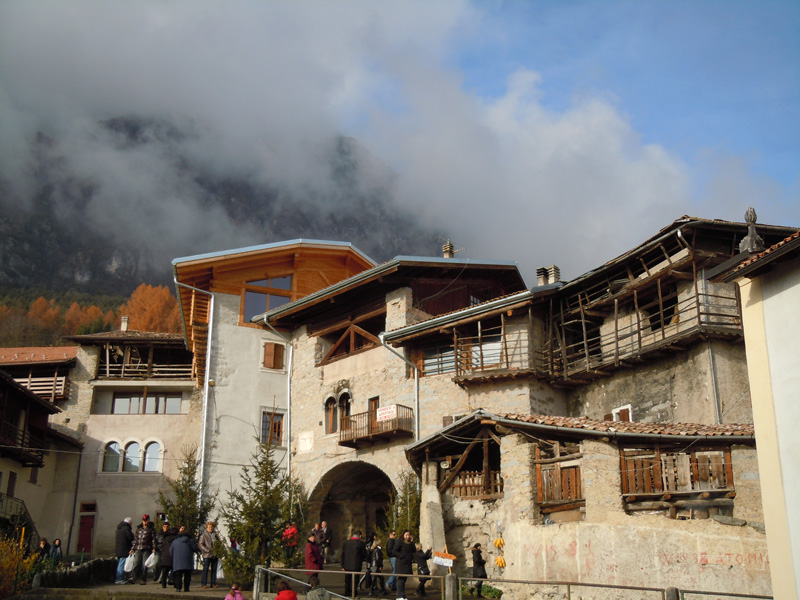
Ortsteil Rango
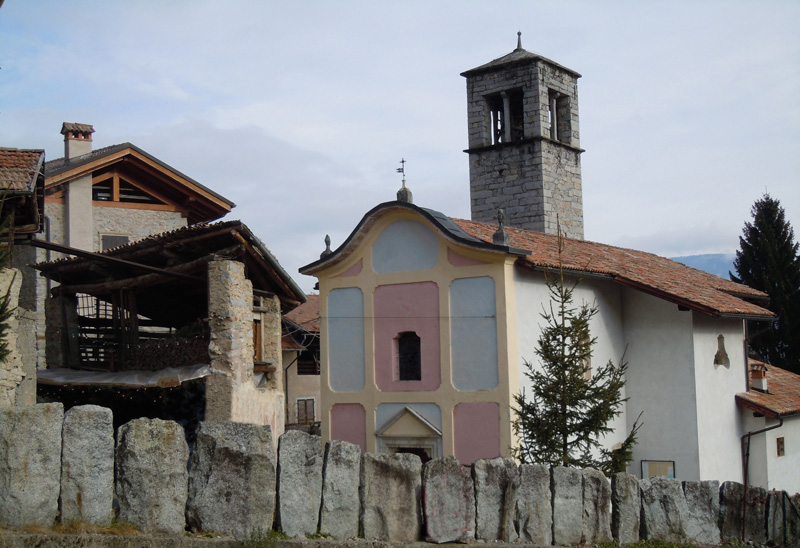
Pfarrkirche in Rango